# Ithone fusca
Ithone fusca är en insektsart som beskrevs av Newman 1838. Ithone fusca ingår i släktet Ithone och familjen Ithonidae. Inga underarter finns listade i Catalogue of Life.